# 博来霉素
博来霉素（Bleomycin，又名博莱霉素、争光霉素）是用於治療癌症的藥物。治療範圍包含霍奇金氏淋巴瘤、非霍奇金氏淋巴瘤、睪丸癌、卵巢癌及子宮頸癌等，有時也被外用于疣，及用于胸膜粘连术。通常會與其他癌症化療藥物一起使用。它可以靜脈注射、肌肉注射，或是從皮下注射。也可以用於胸腔，以防止癌症引起的肋膜積液復發，然而滑石粉對此有更好的效果。
常見副作用包含發燒、體重減輕、嘔吐和起皮疹，可能發生嚴重的過敏反應。它也可能引起肺部發炎，導致肺纖維化，因此建議每隔幾週就使用胸部X光進行檢查。如果在懷孕期間使用博來黴素，可能會對胎兒造成傷害。此藥物被認為透過和DNA結合而起作用。
博來黴素提煉自輪枝鏈黴菌（Streptomyces verticillus）产生的糖肽类，於1962年被發現。本品列名於世界衛生組織的基本藥物清單中，是對於基礎公衛體系必備藥物之一，本品屬於學名藥。每劑的批發價約介於14至78美元之間。

## 历史
1966年，日本科学家梅沢浜夫在甄别轮枝链霉菌（Streptomyces verticillus）的培养滤液时发现了博来霉素的抗癌活性，随后他发表了这一发现。 它在1969年由日本化药投入使用。在美国，FDA则于1973批准了临床使用博来霉素。它在美国最早由百时美施贵宝前身之一的百时美以Blenoxane的商品名销售。
中国科学家于1969年从浙江省平阳县土壤分离出产生菌（轮枝链霉菌平阳变种），由此发现的平阳霉素于1978年进入临床，1982年获得国家发明奖二等奖。日本的博来霉素是含有13种组分的复合物，其中主要为A2，占55-70%，其次为B2，占25-32%，而A5只占1%左右。平阳霉素为单一A5组分的制品。

## 作用机理
博来霉素通过与DNA结合引起核酸链断裂而起作用。 它同时也能抑制胸苷参入DNA。研究者认为博来霉素能够螯合金属离子（主要为铁离子）形成一种类似酶的螯合物，后者与氧反应产生破坏DNA的超氧自由基与氢氧自由基。除此之外，这种螯合物还能促进脂质过氧化及其他细胞内分子的氧化。 因此博来霉素常与阿霉素合用于霍奇金氏淋巴瘤的治疗——阿霉素能够嵌入DNA及抑制拓撲異構酶II的活性，与博来霉素起到了很好的互补作用。

## 临床使用
此藥主要治疗睪丸癌（与依托泊苷、泼尼松组成首选的BEP联合疗法）及各种惡性淋巴瘤（包括网状细胞肉瘤、淋巴肉瘤、霍奇金氏淋巴瘤），同时對頭頸部、子宮頸和皮膚的鱗狀細胞癌亦有效。除此之外，博来霉素还被用于肺癌、食管癌、神经胶质瘤、甲状腺癌及银屑病。
同時，由於博来霉素並無大多数化疗药物的骨髓抑制作用，临床上常與其他抗癌藥合用于联合化疗。临床上也用于患处直接注射治疗良性血管瘤、舌淋巴管瘤（巨舌症）、尖锐湿疣、寻常疣、跖疣等。
博來霉素的局部應用可能可以降低眼科臨床常見的眼表疾病翼狀胬肉的術後復發率，且不引起嚴重的併發症，如術後角膜上皮不愈合和鞏膜缺血溶解等，可以代替絲裂霉素及5-氟尿嘧啶等中或術後局部應用抗代謝藥物。博來霉素在細胞中與鐵離子結合形成復合物嵌入DNA分子中，引起DNA分子斷裂，起到抑制DNA合成的作用，其抑制細胞增殖的作用與絲裂霉素相近。此外，博來霉素在臨床使用時可行皮下局部注射給藥來治療皮膚的血管瘤，局部刺激反應較少，可見其局部作用較絲裂霉素溫和。

## 副作用
虽然博来霉素对骨髓或免疫系统的抑制程度很小，但它会傷害肺部造成肺纖維化或嚴重的間質性肺病（即肺毒性），唯這种傷害與总用量有關：应用400mg治疗的患者的肺功能失常几率为約10%左右，而1%~2%死于肺纖維化；应用量在500mg以上患者死亡率可达3%~5%。 科学家认为博来霉素会增加肺部对氧中毒的敏感性， 而最近的研究支持了促炎细胞因子白细胞介素-18和白细胞介素-1β在博来霉素引起的肺损伤中的作用。 因此，主治医生必须在患者接受输氧（尤其是高压氧疗法）或全身麻醉之前了解其博来霉素的过去应用史。 肺毒性是博来霉素的剂量限制性毒性，在出現肺部異常時即須停止給藥。临床研究与小鼠试验表明，博来霉素的A5组分比A2组分具有显著更小的肺毒性，更好的抑制肿瘤作用。
其他不良反应包括恶心、呕吐、口腔溃疡和发热。皮肤的病变亦十分常见，其中包括脫皮、脱发、色素沉積、雷诺氏病、浮腫、發癢性紅斑、皮膚劃痕症及表皮硬化等，特別是在手背及肘部等易受壓之處。同時，由於分子龐大之故，此藥極易引發過敏反應（約20～50%），尤其是淋巴瘤的病人。

## 生物合成
博来霉素是一种具有肽-聚酮结构的非核糖体多肽天然产物。它的糖苷配基的肽/聚酮/肽骨架是由博来霉素合成酶组合成的，后者包括了非核糖体多肽合成酶（NRPS）和聚酮合成酶（PKS）。在合成中，NRPS和PKS分别使用了氨基酸和羧酸。NRPS和PKS的数量及合成顺序决定了产物博来霉素的结构类型。
博来霉素的糖苷配基的生物合成分为三步： 
1. NRPS由丝氨酸、天冬酰胺、组氨酸和丙氨酸合成P-3A
2. PKS通过丙二酰辅酶A和S-腺苷甲硫氨酸延长P-3A得到P-4
3. NRPS通过苏氨酸延长P-4得到P-5，后者进一步由NRPS通过β-丙氨酸和两分子半胱氨酸延长得到P-6m

由此可以得到糖苷配基肽/聚酮/肽骨架的一个由9个氨基酸和1个醋酸酯组成的线性模型。

## 供应商
百时美施贵宝目前仍生产博来霉素。APP Pharmaceuticals公司、Bedford Laboratories公司、Gensia Sicor（梯瓦制药工业有限公司）、Hospira公司和西普拉公司也在生产它的仿制药。

## 拓展阅读
- Claussen, C.A.; Long, E.C. . Chem. Rev. 1999, 99 (9): 2797–2816. PMID 11749501. doi:10.1021/cr980449z.
- Shen, B.; Du, L.C.; Sanchez, C.; Edwards, D.J.; Chen, M.; Murrell, J.M. . Journal of Industrial Microbiology & Biotechnology. 2001, 27 (6): 378–385. doi:10.1038/sj.jim.7000194.